# Українська вулиця (Херсон)
Вулиця Украї́нська (колишні назви — Малоросійська та Заведенська) — вулиця, розташована у Центральному та Дніпровському районах Херсона. Розпочинається, як продовження вулиці Червоного Хреста (від проспекту Незалежності) і закінчується, впираючись у вулицю Широку. 